# Silke-Beate Knoll
Silke-Beate Knoll (* 21. Februar 1967 in Rottweil, Baden-Württemberg) ist eine ehemalige deutsche Leichtathletin und Olympiateilnehmerin, die in den 1980er und 1990er Jahren als Sprinterin erfolgreich war.

## Karriere
Ihr erster großer Erfolg war der deutsche Jugendtitel 1985 im 200-Meter-Lauf.
1988 gelang ihr mit der 4-mal-200-Meter-Staffel von Eintracht Hamm ein Hallenweltrekord. Sie hält aktuell noch den inoffiziellen deutschen Rekord über 300 Meter in 35,81 s.
Ihre größten Erfolge sind die Bronzemedaille in der 4-mal-100-Meter-Staffel bei den Weltmeisterschaften 1995 in Göteborg (zusammen mit Melanie Paschke, Silke Lichtenhagen und Gabriele Becker) und die Goldmedaille bei den Europameisterschaften 1994 in Helsinki mit der 4-mal-100-Meter-Staffel (zusammen mit Melanie Paschke, Bettina Zipp und Silke Lichtenhagen). Im 200-Meter-Lauf belegte sie Platz vier.
Sie startete bis 1996 auch bei vielen internationalen Höhepunkten in der Mannschaft der Bundesrepublik. Bei den Olympischen Spielen 1988 in Seoul trat sie im 200-Meter-Lauf an, schied jedoch im Zwischenlauf aus. Bei den Europameisterschaften 1990 gewann sie mit der 4-mal-100-Meter-Staffel die Silbermedaille. Im 200-Meter-Lauf wurde sie Fünfte.
Bei den Olympischen Spielen 1992 in Barcelona wurde sie Vierte mit der 4-mal-100-Meter-Staffel; im 200-Meter-Lauf kam sie bis zum Halbfinale. Ihre dritte Olympiateilnahme 1996 stand unter keinem guten Stern, die 4-mal-100-Meter-Staffel brachte den Stab nicht ins Ziel.
Knoll hat zwar nicht so im Rampenlicht gestanden wie andere Leichtathletinnen, aber sehr wenige können 22 deutsche Meistertitel vorweisen. Sie startete für den MTV Celle, 1987 bis 1989 für SC Eintracht Hamm, danach für die LG Olympia Dortmund. In ihrer aktiven Zeit war sie 1,63 m groß und 52 kg leicht. Ende 1997 beendete sie ihre Sportlerkarriere.
Im Jahr 2004 kehrte Silke Knoll noch einmal kurz auf die Leichtathletikbühne zurück. Sie lief für den LAC Dortmund in der 4-mal-100-Meter-Staffel bei den Deutschen Meisterschaften in Braunschweig und wurde dabei Siebte. Ihren letzten Wettkampf bestritt sie am 19. Februar 2005 bei den Deutschen Hallenmeisterschaften in Sindelfingen, ebenfalls in der Staffel des LAC Dortmund.

## Doping
Während ihrer Karriere war Knoll – wie Der Spiegel 1990 enthüllte – beim SC Eintracht Hamm im sogenannten „Hammer Modell“ unter dem damaligen Bundestrainer Heinz-Jochen Spilker in ein System organisierten Dopings eingebunden. Mit eigenem Einverständnis wurde ihr das Anabolikum Anavar verabreicht.

## Persönliche Bestzeiten
- 100 m: 11,17 s, 28. Mai 1992, Jena
- 200 m: 22,29 s, 9. Juli 1992, Ingolstadt
  - Halle: 22,91 s, 26. Februar 1994, Dortmund
- 300 m 35,85 s (deutsche Bestleistung)
- 400 m: 50,85 s, 1. Juli 1995, Bremen